# Gordini T32
La Gordini T32, chiamata anche Gordini Type 32, è una monoposto di Formula 1, costruita dalla scuderia francese Gordini per partecipare al Campionato mondiale di Formula 1 1955 e 1956.
Progettata da Amédée Gordini, è stata l'ultima vettura della Gordini in Formula 1. La monoposto seguiva lo schema motoristico inaugurato dalla Mercedes-Benz W196, con l'utilizzo di un motore a 8 cilindri in linea; la vettura risultò però troppo pesante e grande e non si rivelò competitiva.